# Rheomys raptor
Rheomys raptor é uma espécie de roedor da família Cricetidae.
Pode ser encontrada nos seguintes países: Costa Rica e Panamá.
A espécie é semiaquática, e sua dieta carnívora inclui principalmente invertebrados. Seu estado de conservação é considerado "pouco preocupante" devido à sua população numerosa e à presença de diversas áreas de conservação em seu território. Entretanto, o desmatamento e a poluição da água representam ameaças em potencial à espécie.